# 마쓰다이라 나오노리 (1642년)

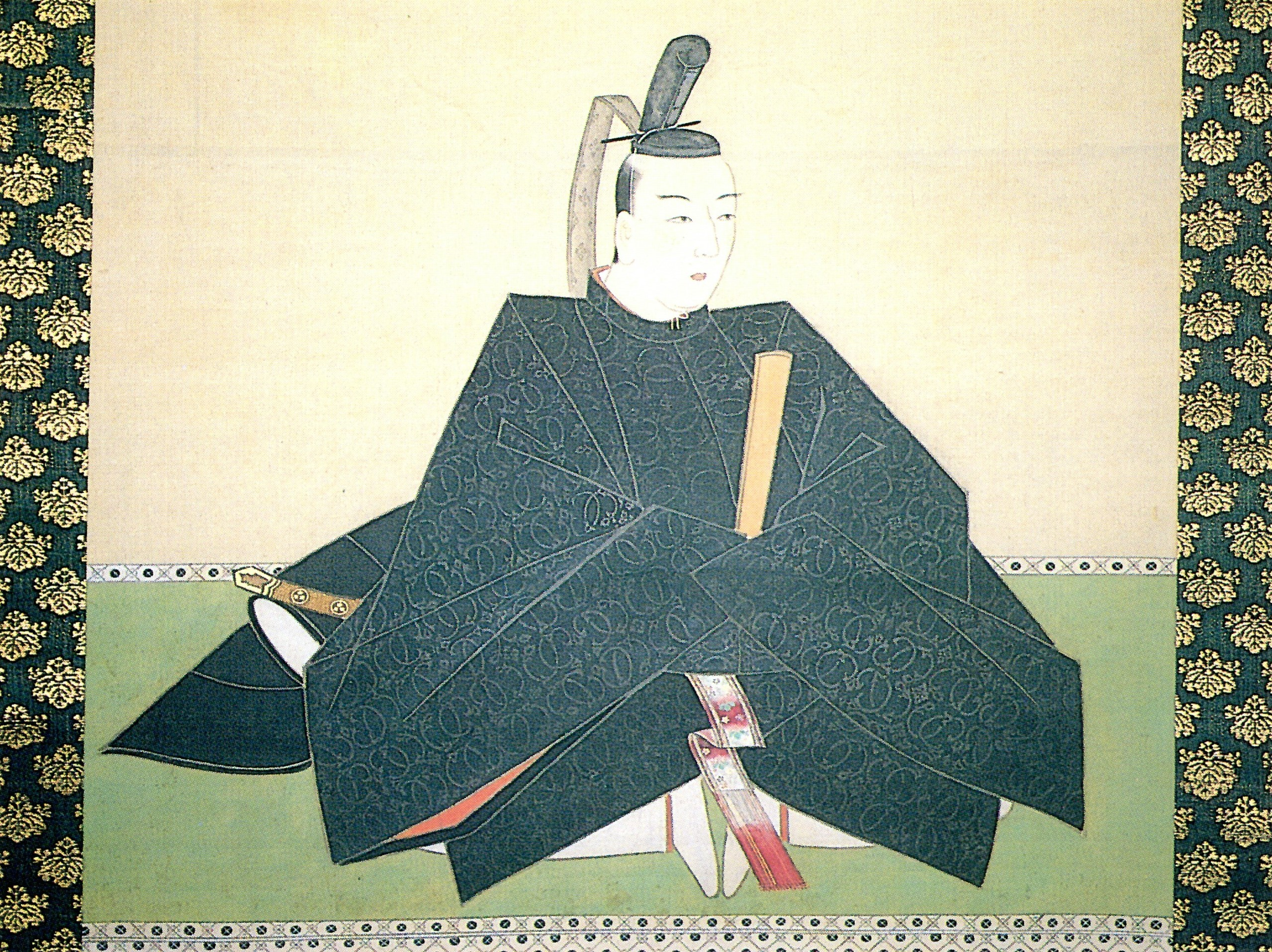
마쓰다이라 나오노리

마쓰다이라 나오노리(일본어: 松平直矩, 1642년 12월 19일 ~ 1695년 6월 6일)는 에도 시대의 다이묘이다. 아명은 후지마쓰마루(藤松丸)이다. 관위는 종4위하, 시종, 야마토노카미이다.
히메지번주 마쓰다이라 나오모토의 맏아들로 태어났다. 아버지가 사망하면서 1648년 음력 8월 17일, 5세의 나이로 번주직을 계승하였으나, 히메지가 서부 지역 방어의 요지인데 나이 어린 번주는 부적당하다고 판단되어, 1649년 음력 6월 9일, 막부에 의해 에치고 무라카미번으로 전봉되었다. 성인이 된 1667년에 다시 히메지로 돌아왔으나, 사촌형인 다카다번주 마쓰다이라 미쓰나가의 가문 분쟁(에치고 소동)에 연좌되어 영지를 반 이상 삭감당해 고쿠다카가 7만 석으로 줄었고, 1682년, 결국 폐문되어 히타 번으로 옮겨가게 되었다.
4년 뒤인 1686년, 데와 야마가타번으로 3만 석이 추가되어 이봉되었고, 1692년에는 5만 석이 더 늘어나 시라카와번으로 옮겨왔다. 이로써 격식 상으로는 예전의 15만 석을 회복하였지만, 수차례 영지를 교체당하면서 '이사다니는 다이묘'라는 별명을 얻게 되었으며, 이전 비용에 따른 막대한 부채를 떠안게 되었다. 1695년, 54세의 나이로 사망하였고, 둘째 아들 모토치카가 그 뒤를 이었다.
| 전임 마쓰다이라 나오모토 | 제2대 에치젠 마쓰다이라 가문 나오모토 파 당주 1648년 ~ 1695년 | 후임 마쓰다이라 모토치카 |

| 전임 마쓰다이라 나오모토 | 제2대 히메지번 번주 (에치젠 마쓰다이라 가문, 재봉) 1648년 ~ 1649년 | 후임 사카키바라 다다쓰구 |

| 전임 혼다 다다요시 | 무라카미번 번주 (에치젠 마쓰다이라 가문) 1649년 ~ 1667년 | 후임 사카키바라 마사미치 |

| 전임 사카키바라 마사미치 | 히메지번 번주 (에치젠 마쓰다이라 가문) 1667년 ~ 1682년 | 후임 혼다 다다쿠니 |

| 전임 막부령(이시카와 다다후사) | 히타 번 번주 (에치젠 마쓰다이라 가문) 1682년 ~ 1686년 | 후임 폐번 및 막부직할령 |

| 전임 홋타 마사나카 | 야마가타번 번주 (에치젠 마쓰다이라 가문) 1686년 ~ 1692년 | 후임 마쓰다이라 다다히로 |

| 전임 마쓰다이라 다다히로 | 제1대 시라카와번 번주 (에치젠 마쓰다이라 가문) 1692년 ~ 1695년 | 후임 마쓰다이라 모토치카 |